# 陳禛彌
陳禛彌（原名陳珍妮，1984年11月28日—），前香港新聞從業員，前無線收費電視新聞台、互動新聞台主播、作家、股評人。她表示她是個懷舊、喜歡跳舞的人，亦喜歡聽李克勤的歌如《深深深》、《大會堂演奏廳》、《夏日之神話》、《雨中街頭劇》。
陳珍妮5歲前於澳門成長和就讀浸信會幼稚園。小學就讀聖方濟愛德小學，中學則就讀於瑪利諾神父教會學校，2004年畢業於香港中文大學新亞書院中文系，並於2007年完成中大社會科學院新聞與傳播學院（新聞及傳播學系）碩士課程。

## 工作經歷
畢業後，陳禛彌任職中視網節目主持及《蘋果日報》外電編輯，2007年底轉職亞洲電視24小時新聞台出任主播一職，2008年底被挖角到無綫新聞擔任主播。除了主播職務之外，陳珍妮間中亦兼任《中華掠影》節目主持及配音工作，還有負責星期五晚間新聞內《週五搜記》環節的採訪工作。2010年9月8日起兼任明珠台天氣報告主播。2011年7月9日起主持周六、日晚間新聞後的《晚間天氣報告》，一日後，兼任《六點半新聞報道》後的《天氣報告》。
2011年8月29日，陳禛彌遠赴英國倫敦修讀短期課程，並於同年9月13日回港復工。
2012年2月26日，陳禛彌最後一次擔任天氣報告主播，以一句「天氣報道完喇，多謝各位，再見」作結。同年3月26日下午2時56分，陳珍妮報道完最後一節新聞時，向觀眾道別「陣間返黎有另一節新聞，再見。」之後便正式離開無綫新聞。她其後轉到壹傳媒旗下的免費報章爽報工作。
2012年3月27日，陳禛彌接受商業電台主持余宜發訪問，並於4月4日《一切從音樂開始》時段內播出。現時她不再在爽報工作，而轉向出版界發展。
2013年，成為路訊通（Roadshow）節目主持人，主要主持尚駿生活。

## 出版《TVB新聞部血淚史》
陳禛彌在離開前僱主無綫電視約3年半後，於2015年香港書展推出一本名為《TVB新聞部血淚史》的純文字書，大揭工作上的辛酸及無綫新聞部的陰暗面，文中提到陳在後期上班要服安眠藥，不離職恐怕患癌，受盡委屈的她在主播報道期間也會躲在一個角落哭泣，哭完回去補妝又再假笑出鏡讀稿。4年主播生涯更摧毀了Jenny的價值觀，書中透露她在某年生日，臨時接通知返公司上班，當日淡妝配穿及膝裙，但兩日後被上司召見，她當日離開公司坐城巴下層最後靠窗位，遇見當時無綫電視高層陳志雲的秘書，指她走光，負上「不檢點」罪，陳禛彌解釋有放大手袋在及膝裙上，沒可能走光，惟無綫高層不接納解釋，及後更連帶半年需在凌晨時段當值。陳亦不知同事間溝通用的內聯網會生事端，因新聞部高層有權限看到全部留言，她試過在直播時，被指髮型不對要即拆髻，她事後才知一直被針對是因為曾在內聯網罵過上司。入職月薪只有11,000港元的她要在淘寶網買平價套裝，上司卻要她光顧其私人髮型師，又要有指定髮型。陳亦試過明明沒有戴公司禁止的吊墜耳環，卻受罰要寫道歉信。陳與負責編更的主播不稔熟，因而往往被編配通宵上班，陳禛彌臨離開無綫前半年不斷看醫生，醫生說太大壓力，更表太亂，經常返通宵，有時返完通宵又返日更，弄至時常失眠，醫生知道她患上情緒問題，更瀕臨抑鬱邊緣，遂給血清素及維他命B服用。陳禛彌曾向上司反映不公平，惟沒有受理，亦得不到上司關心。她認為一個她不喜歡、辦事能力不高的同事卻在一間這麼大的機構內受寵愛、在公司裡「坐大」，是因上司縱容。有指被縱容為張姓主播。

## 軼事
2011年8月16日，陳禛彌報導新聞時將國務院副總理李克強錯讀成李克勤，有關讀錯名的新聞片段即時在Youtube廣泛流傳。而她也即時在自己的微博上道歉。
陳禛彌現正助養一個小孩和修讀法文，並當中、英語兼職老師。

## 資料來源
1. ↑  Jenny Chan's primary school, print screened on 2018-5-12
2. ↑  . 蘋果日報. 2015年7月15日  [2015年7月19日]. （原始内容存档于2017年9月24日）.（繁體中文）
3. ↑  . 蘋果日報. 2015年7月15日  [2015年7月19日]. （原始内容存档于2017年9月24日）.（繁體中文）
4. ↑  . HK.ULifestyle.com.hk.   [2015-06-24]. （原始内容存档于2015-06-24） （中文（香港））.

## 外部連結
- 陳禛彌的博客 （页面存档备份，存于）
- 陳禛彌的新浪微博
- 陳禛彌的Facebook專頁
- 陳禛彌的Instagram帳戶